# Larrett Roebuck
Pour les articles homonymes, voir Roebuck.
Larrett Roebuck, né le 27 janvier ou en mars 1889 à Jump dans le Yorkshire du Sud en Angleterre, et mort le 18 octobre 1914 dans l'Aisne, est un joueur de football anglais, qui évoluait au poste de défenseur.
Il est connu comme étant le premier footballeur professionnel de l'histoire,.
Officier de l'Armée de terre britannique durant la Première Guerre mondiale, il meurt au combat dès les premiers mois du conflit.

## Biographie
Il connaît une enfance difficile après la mort prématurée de son père. Il arrête l'école à 13 ans pour travailler à la mine.
En 1904, il est condamné à un mois de prison pour avoir volé une montre. À sa sortie, il rejoint l'armée, et ment sur son âge (disant qu'il a 18 ans alors qu'il en a 15). Il est envoyé en Inde, où il est encouragé par les membres de l'équipe de son régiment à se lancer dans une carrière plus sérieuse dans le football.
En 1912, Roebuck, encouragé par sa famille, signe un document qui le décharge de toute fonction militaire. Il signe le tout premier contrat professionnel de l'histoire du football, pour un salaire de 2 livres par semaine la première année (puis une augmentation de 50% la deuxième année), et ce avec le club du Huddersfield Town Football Club.
Mais un an après ses débuts, il est appelé en urgence à cause de la première Guerre mondiale, et meurt durant la Bataille de l'Aisne. Il fait partie d'une liste de 40 soldats disparus, et est officiellement déclaré mort ou disparu le 18 octobre 1914.

### Hommage
Pour le 100e anniversaire de sa mort, les fans du Huddersfield Town font une séance d'applause à la 18e minute en son honneur à l'occasion de la rencontre de D2 anglaise face à Blackpool.